# (10201) Korado
(10201) Korado ist ein Asteroid des Hauptgürtels, der am 12. Juli 1997 am Farra-d’Isonzo-Observatorium (IAU-Code 595) in der Region Friaul-Julisch Venetien entdeckt wurde.
Der Asteroid wurde am 28. September 1999 nach dem kroatischen Amateurastronomen Korado Korlević (* 1958) benannt, der an der 1. Internationalen Tunguskaexpedition teilnahm und sich nach seiner Rückkehr um den Ersatz des Teleskops am Observatorium Višnjan bemühte.